# 原铲鲟属
鳞毛鲴鲟（学名：Protoscaphirhynchus squamosus）是一种灭绝的鲟鱼，生存于土侖期至麦斯里希特期。